# قطعنامه ۱۷۲ شورای امنیت
قطعنامه ۱۷۲ شورای امنیت سازمان ملل متحد که در تاریخ ۲۶ ژوئیه ۱۹۶۲ تصویب شد، سندی بین‌المللی دربارهٔ پذیرش اعضای جدید سازمان ملل متحد: جمهوری رواندا است. این قطعنامه طی نشست ۱۰۱۷ام با ۱۱ موافق، ۰ مخالف و ۰ ممتنع تصویب شد.